# Togo na Letních olympijských hrách 2020
Togo se zúčastnilo Letních olympijských her 2020 a zastupovali jej 4 sportovci ve 4 sportech (3 muži a 1 žena). Olympijské hry se měly původně konat od 24. července do 9. srpna 2020, ale byly odloženy kvůli pandemii covidu-19. V novém termínu se konaly od 23. července do 8. srpna 2021. Během zahájení her byli vlajkonoši výpravy veslařka Claire Ayivon a stolní tenista Dodji Fanny. Při zakončení her byla vlajkonoškou Claire Ayivon. Nejmladší z výpravy byl plavec Mawupemon Otogbe, kterému bylo v době konání her 18 let. Nejstarším z výpravy byl stolní tenista Dodji Fanny, kterému bylo v době konání her 34 let. Nikomu z výpravy se během her nepodařilo získat medaili.

## Disciplíny

### Atletika

Fabrice Dabla v závodu mužů na 100 m

Togo obdrželo od Mezinárodní asociace atletických federací jedno místo v atletických soutěžích. Země vyslala sprintera Fabrice Dablu, pro kterého byla účast na hrách v Tokiu jeho druhým olympijským startem. Dabla nastoupil do rozběhu závodu na 100 m 31. července 2021. S časem 10,57 sekundy obsadil ve svém běhu druhé místo a přímo postoupil do čtvrtfinále. Čtvrtfinále se konalo ve stejný den jako předchozí běh. Dabla nastoupil do šestého běhu, ale byl diskvalifikován podle pravidla 16.8, tedy za chybný start.
| Sportovec     | Disciplína   | Rozběh | Rozběh | Čtvrtfinále | Čtvrtfinále | Semifinále  | Semifinále  | Finále      | Finále      | Pořadí |
| Sportovec     | Disciplína   | Čas    | Pořadí | Čas         | Pořadí      | Čas         | Pořadí      | Čas         | Pořadí      | Pořadí |
| ------------- | ------------ | ------ | ------ | ----------- | ----------- | ----------- | ----------- | ----------- | ----------- | ------ |
| Fabrice Dabla | 100 m – muži | 10,57  | 2. Q   | DSQ         | DSQ         | nepostoupil | nepostoupil | nepostoupil | nepostoupil |        |

### Plavání
Togo obdrželo od Mezinárodní plavecké federace pozvánku pro jednoho nejlépe umístěného tožského plavce podle systému bodů FINA k rozhodnému datu 28. června 2021. Pro osmnáctiletého Mawupemona Otogbeho byla účast na hrách v Tokiu jeho první olympijskou účastí. Do rozplavby nastoupil 30. července 2021 v Tokyo Aquatics Centre. Ve své rozplavbě s dosaženým časem 25,68 sekundy skončil první. Celkově tento výkon stačil na 57. místo.
| Sportovec        | Disciplína               | Rozplavba | Rozplavba | Semifinále  | Semifinále  | Finále      | Finále      | Pořadí |
| Sportovec        | Disciplína               | Čas       | Pořadí    | Čas         | Pořadí      | Čas         | Pořadí      | Pořadí |
| ---------------- | ------------------------ | --------- | --------- | ----------- | ----------- | ----------- | ----------- | ------ |
| Mawupemon Otogbe | 50 m volný způsob – muži | 25,68     | 1.        | nepostoupil | nepostoupil | nepostoupil | nepostoupil | 57.    |

### Stolní tenis
Togo obdrželo pozvánku do soutěže v mužské dvouhře ve stolním tenisu od Tripartitního výboru. Naposledy startoval tožský stolní tenista na olympijských hrách v Londýně v roce 2012. Dodji Fanny byl nejstarším členem tožské výpravy a v jeho 34 letech byl start na olympijských hrách v Tokiu jeho olympijským debutem. V prvním kole se postavil chorvatskému reprezentantovi Andreji Gaćinovi, kterého nedokázal porazit a do dalšího kola nepostoupil. Celkově obsadil 49. místo.
| Sportovec   | Disciplína     | Základní část | Kolo 1                   | Kolo 2      | Kolo 3      | Kolo 4      | Čtvrtfinále | Semifinále  | Finále/Bronzová medaile | Pořadí |
| Sportovec   | Disciplína     | Soupeř        | Soupeř                   | Soupeř      | Soupeř      | Soupeř      | Soupeř      | Soupeř      | Soupeř                  | Pořadí |
| ----------- | -------------- | ------------- | ------------------------ | ----------- | ----------- | ----------- | ----------- | ----------- | ----------------------- | ------ |
| Dodji Fanny | Muži – dvouhra | Bye           | Andrej Gaćina PROHRA 0–4 | nepostoupil | nepostoupil | nepostoupil | nepostoupil | nepostoupil | nepostoupil             | 49.    |

### Veslování
Togo kvalifikovalo jednu loď do závodu ženského skifu tím, že jejich reprezentantka skončila druhá ve finále B na FISA africké kvalifikační olympijské regatě v Tunisu. Pro 28letou Claire Ayivon byla účast na hrách v Tokiu její druhou olympijskou účastí. Do ženského závodu skifu nastoupila 23. července 2021 do čtvrté rozjížďky. S časem 8 minut a 48,07 sekundy ve své jízdě skončila poslední a postoupila do oprav. Do oprav 24. července 2021 nastoupila do třetí jízdy a s časem 9 minut a 4,23 sekundy skončila v jízdě třetí a postoupila do semifinále E/F. V semifinále konaném 25. července 2021 skončila s časem 9 minut a 15,29 sekundy poslední a postoupila do nemedailového finále F. Ve finále F se 30. července 2021 postavila súdánské reprezentantce a s časem 8 minut 44,42 sekundy ji porazila. Celkově obsadila 31. místo.
| Sportovkyně   | Disciplína  | Rozjížďka | Rozjížďka | Opravy  | Opravy  | Čtvrtfinále | Čtvrtfinále | Semifinále | Semifinále | Finále  | Finále | Pořadí |
| Sportovkyně   | Disciplína  | Čas       | Pořadí    | Čas     | Pořadí  | Čas         | Pořadí      | Čas        | Pořadí     | Čas     | Pořadí | Pořadí |
| ------------- | ----------- | --------- | --------- | ------- | ------- | ----------- | ----------- | ---------- | ---------- | ------- | ------ | ------ |
| Claire Ayivon | Skif – ženy | 8:48,07   | 5. R      | 9:04,23 | 4. SE/F | Bye         | Bye         | 9:15,29    | 4. FF      | 8:44,42 | 1.     | 31.    |